# Ivar Giaever
Ivar Giaever (sinh năm 1929) là nhà vật lý người Mỹ gốc Na Uy. Ông giành Giải Nobel Vật lý cùng với Esaki Leo vào năm 1973 nhờ việc chứng minh bằng thực nghiệm hiệu ứng đường ngầm trong bán dẫn và siêu dẫn . Hai người cùng chia sẻ giải thưởng với Brian David Josephson